# Harry Gregg
Harry Gregg MBE (Magherafelt, 27 d'octubre de 1932 - Coleraine, 16 de febrer de 2020) fou un futbolista nord-irlandès que jugava a la posició de porter.
Com a futbolista destacà al Manchester United FC on és considerat un dels seus més grans porters de la història. Va sobreviure a l'accident aeri que el seu equip patí a Múnic i on diversos dels seus companys van morir. Quan deixà el Manchester defensà els colors de l'Stoke City FC.
Disputà 25 partits amb la selecció nord-irlandesa entre els anys 1954 i 1964, disputant la Copa del Món de Suècia 58.
Un cop retirat fou entrenador de clubs modestos com Shrewsbury Town, Swansea City o Crewe Alexandra.
Va rebre l'Orde de l'Imperi Britànic el 1995.